# Саджиди
Саджиди (ساجیان) — феодальна держава в Західному Ірані, що утворилася наприкінці IX століття після послаблення Аббасидського халіфату. Занепала наприкінці 920-х років.

## Історія
Засновником був Абу-с-Садж, який служив при багдадському халіфі аль-Мутасімі. Замолоду він брав участь у військових операціях проти Бабека. Наприкінці 840-50-х років він стає начальником «мекканського шляху», а з 856 року призначається намісником Куфи, потім Халеба (Алеппо), що в Сирії. У 874 році він стає вже правителем Ахвазу. Після його смерті 879 року на політичну арену висуваються його сини Ав'я Мухаммед і Юсуф ібн Абу-с-Садж. Оформлення у самостійну державу відбулося за Ав'ї Мухаммеді, що лише номінально визнавав зверхність халіфа, більш релігійну.
Юсуф іб-Абу-Садж посів владу після нетривалого володарювання небожа Девдада ібн-Мухаммеда у 901 році. Він переніс свою столицю з Мараґи до Ардебіля У 919—922 роках внаслідок повстання військ з числа рабів на чолі із Субуком, Юсуф вимушений був тікати з Ардабіля. Зумів повернутися до влади у 922 році.
Після смерті Юсуфа, що правив Вірменією, Алупанією та Атропатеною 27 років, халіф аль-Муктадір у 928 році призначає на його місце небожа Абу-л-Мусафра, але той загинув в Ардебілі, а за іншою версією був убитий в Маразі власною охороною, яка і захопила владу у 929 році.